# イサミ・ドイ
イサミ・ドイ（Isami Doi, 1903年 - 1965年）は、アメリカ合衆国の版画家、画家。

## 生涯
ハワイ州オアフ島に生まれた。家族とともにカウアイ島に移り、以来同島カラヘオ（Kalaheo）に住んだ。
ドイはハワイ大学で2年間、コロンビア大学で5年間、さらにパリで1年間、絵を学んだ。ニューヨークに1938年まで滞在し、それからハワイに戻ると、版画、描画、金属細工を教える一方で、1929年にサン・フランシスコのガンプスがホノルルにオープンしたS. and S. Gump's store、後にはミングス・ジュエリーのために宝石をデザインした。
1929年4月、ホノルル美術館（Honolulu Academy of Arts）で、カウアイ山を描いた風景画と15点の版画をフィーチャーしたイサミ・ドイ初の個展が催された。ドイの初期の作品はくすんだ灰褐色と茶色で描かれ、慎ましいエロスを持っていた。中期はギリシア・ローマから受け継がれた象徴、たとえばケンタウロスや壊れた柱、スフィンクスなどを描いた。以降のドイの作品は、精神性を深め、炎と光を示すオレンジ色と朱色を使った、純粋な抽象作品に接近した。単純化された釈迦の形はドイの瞑想を象徴する記号だった。1960年代の後期作品では、ドイはそうしたシンボルを捨て去って、カウアイ島の絶壁を精神的な存在と見て描いた。ドイは1965年にハワイで死去。
イサミ・ドイの作品は以下のところに所蔵されている。ハワイ州立美術館（Hawaii State Art Museum）、ホノルル美術館、ネルソン＝アトキンス美術館（Nelson-Atkins Museum of Art、カンザスシティ）、スミソニアン・アメリカ美術館（Smithsonian American Art Museum、ワシントンD.C.）、ミシガン大学美術館（University of Michigan Museum of Art、アナーバー）、他。

## 代表作
- Caucasian-Hawaiian（1939年、油彩、ハワイ州立美術館）en:File:'Caucasian-Hawaiian', oil on canvas painting by Isami Doi, 1939.jpg
- The Second Commandment（1950年代頃、木版画）
- Cosmic Alchemy（1962年、油彩）